# Клайпедский трамвай
Клайпедский трамвай (лит. Klaipėdos tramvajus) — трамвайная система в третьем по величине городе Литвы Клайпеде. Трамвай действовал в 1904—1934 и 1950—1967 годах. Это был единственный городской уличный (не считая фуникулеров в Каунасе) рельсовый транспорт в последние годы предвоенной независимой Литвы (после закрытия конок в Вильнюсе и Каунасе) и в советской Литве, а также единственный электрический трамвай, когда-либо действовавший в Литве (бензиновый трамвай в 20-х годах XX века действовал в Вильнюсе, а паровой - в Каунасе). Трамвай обслуживал не только Клайпеду, но и пригороды. Трамвайные пути также использовались для развозки грузов от железнодорожного вокзала и из порта. Планируется возрождение трамвая, который будет вновь междугородним и скоростным.

## История

### Германский период (1904—1922)
Подготовка к проектированию трамвайных линий началась ещё в 19 веке. Проект был одобрен городским советом 30 мая 1900 года. Открытие запланировано на осень того же года, но тогда дрезденская компания Oskar Ludwig Kummer & Co, поставщик трамвайных вагонов, оказалась в финансовой яме и остановила своё производство, поэтому работы по строительству трамвая в Клайпеде пришлось остановить. 15 марта 1904 года была создана компания «Клайпедская узкоколейка» (нем. Memeler Kleinbahn AG), которая также обслуживала сеть узкоколейных железных дорог вокруг Клайпеды, для обслуживания будущей трамвайной сети. После получения 1,2 млн марок, она смогла возобновить работы по установке рельсов и выплатить необходимые суммы дрезденцам.
16 августа 1904 года был торжественно запущен Клайпедский трамвай. Это был единственный электрический трамвай на нынешней территории Литвы. Электричество для работы трамвая подавалось с Клайпедской электростанции. Первый маршрут связал порт и железнодорожный вокзал с центром города и южными пригородами.
Товарные вагоны узкоколейки также работали на путях трамвая и в районе порта. Самый красивый и длинный отрезок трамвая уходил к маяку. Там есть небольшой кусок линии до сих пор. Вагоновожатый должен был на конечных менять направление движения вагона. Главный маршрут из Старого города через промышленный пригород Королевская Смелте (Песчанная гавань) тянулся далеко на юг к каналу Вильгельма и Деревянной бухте. Другой маршрут был особенно популярен летом и проходил из Старого города через Зимний порт в северные пригороды Королевская Вите и Бомельская Вите к морским пляжам и приморскому пригороду-курорту Мелнраге, где находилось множество ресторанов и домов отдыха; его конечная была около маяка и ресторана «Прибрежная вилла». В центре трамвайные линии соединялись у биржи и через Либавскую улицу (современная Мантаса) и Либавской площади (современная Лиетувнинку) шли к железнодорожному вокзалу.
По данным на 1910 году, в Клайпеде действовало три маршрута общей протяженностью 10,94 км:
- Железнодорожный вокзал — Смяльте;
- Старый рынок — Ресторан «Strandvilla (Береговая вилла)» (рядом с маяком в Мелнраге)
- Кольцевой маршрут от Старой переправы до променада Победителей.

На линии работало двенадцать стандартных и восемь прицепных вагонов. Также у компании было два грузовых вагона и один вагон дорожного обслуживания (зимой на обледенелые рельсы посыпали солью). В 1910 году насчитывалось 35 сотрудников и 36 рабочих, а услугами транспорта пользовались 1 056 069 пассажиров.
Тем не менее Клайпедские трамваи работали убыточно к 1914 году. Первая мировая война и начавшийся финансовый кризис в Веймарской республике в 1922 году, усугубили убытки. 20 декабря 1922 года пассажирские перевозки были прерваны.
С 20 марта 1921 года маршрут № 2 также начал курсировать в пробном режиме по воскресеньям и праздничным дням.

### Литовский период (1922—1940)
После присоединения Клайпедского края к Литовской Республике были предприняты попытки возродить трамваи портового города. В 1929 году, начавшийся в мире затяжной Великий экономический кризис нанес по транспортной компании Клайпеды последний удар.
По данным исторической фотографии Театральной площади, трамвай № 2 был укорочен до Театральной площади или закрыт вовсе в 1932 году.
К 1938 году были демонтированы трамвайные пути на улицах Науйойи Уосто (Новогаванская) и Геркуса Мантаса.
По некоторым данным, движение трамвая в Клайпеде в 1934 году было приостановлено по просьбе частных владельцев местных радиостанций (поскольку трамвай создавал радиопомехи). Однако, трамвайную сеть было решено закрыть из-за износа вагонов и отсутствия средств на их обновление и развитие. Возможно, были закрыты лини по улице Геркуса Мантаса, к вокзалу, набережной Даны, так как на фотографии улицы Тилту (Мостовой) 1938 года на улице присутствуют трамвайные пути и контактная сеть и, возможно, маршрут № 1 был укорочен до Биржевого моста.
Собственно, маршрут № 1 на Смяльте ещё некоторое время работал, но вскоре закрылся.

### После 1940 года
В 1950—1967 годах действовал только маршрут в Смелте, после чего его линия также была разобрана. По всем линиям трамвая были запущены автобусы.

## Маршруты

### Закрытые
| № | Конечные пункты                         | Компенсация              | Примечания                                                                                          |
| - | --------------------------------------- | ------------------------ | --------------------------------------------------------------------------------------------------- |
| 1 | Смяльте (Песочная гавань) — Вокзал      | Скорее всего, автобус 9. | Работал круглосуточно. До 1938 года был укорочен от вокзала до Биржевого моста. Закрыт в 1967 году. |
| 2 | Маяк — Старый рынок                     | Автобус 2.               | Работал только в тёплое время года. Укорочен до Театральной площади или закрыт в 1932 году.         |
| 3 | Старая переправа — Променад Победителей | Автобус 3.               | Кольцевой. Вероятнее всего, отменён в 1934 году.                                                    |

## Трамвайные депо

### Историческое депо на территории Балтийского судостроительного завода
Трамвайное депо было открыто 14 августа 1904 года. Обслуживало все три трамвайных маршрута в городе. Находилось на улице Piliės (Замковой). Для связи трамвайной сети и депо была проложена служебная однопутная линия к тупиковому зданию депо. Неизвестно, использовалось ли оно в качестве трамвайного депо после Второй мировой войны. Сейчас находится на территории Балтийского судостроительного завода.

### Новое проектируемое депо
По проекту, новое депо планировалось расположить в районе проспекта Мореплавателей (Jurininkų) за перекрёстком с Могилёвской улицей.

## Перспективы
После обретения Литвой постсоветской независимости власти Клайпеды предложили восстановить трамвайную сеть в городе, и эта цель включена в планировочные документы города.
Идея построить в Клайпеде линию скоростного трамвая прозвучала в 2001 году, когда городской совет утвердил стратегический план развития города. В 2003 году Вильнюсский технический университет им. Гедиминаса подготовил технико-экономическое обоснование всех видов развития городского транспорта Клайпеды. Исследователи предложили построить в Клайпеде две трамвайные линии — соединяющие южные районы с железнодорожным вокзалом и простирающиеся до больничного комплекса. В 2007 году подготовлен проект «Установка скоростного трамвая в городах Клайпеда, Паланга и самоуправления Клайпедского района». Он также был одобрен Советом регионального развития. Организаторы этого проекта предложили построить региональную трамвайную линию, которая будет курсировать из Клайпеды в Палангу и Швянтойи. Также было сказано, что портовый город соединен трамваем с Гаргждаем, Древерной и Кинтой. Несколько лет назад, в 2013 году, было представлено видение будущего портового города и всего побережья, которое получило название «Западное побережье». Тогда организаторы исследования заявили, что пассажиропоток на трамвае будет недостаточным. Также прозвучала потребность в инвестициях. По оценке авторов исследования, один километр трамвайной линии Клайпеда-Паланга отключит около 15 миллионов. евро. 30-километровая линия между Клайпедой и Палангой будет стоить около 450 миллионов. евро. Такие вложения вроде бы не нужны, как показывает пример города Ольштын.
Трамвай будет вновь междугородним в формате современного скоростного легкорельсового транспорта (light rail), связывая Клайпеду и Швянтойи через Палангу и аэропорт.
В 2017 году начато технико-экономическое обоснование сооружения первоочередной трамвайной линии в центре на улицах Геркус Манто и Тайкос.

### Планируемые маршруты
| № | Конечные пункт                                | Примечания                                                        |
| - | --------------------------------------------- | ----------------------------------------------------------------- |
| 1 | Могилёвская улица — Вокзал                    | Первая очередь                                                    |
| 2 | Могилёвская улица — Студгородок               | Общегородской маршрут без заезда на вокзал                        |
|   | Морской вокзал — Паланга — Швянтойи (посёлок) | Планируемый маршрут интерурбана (пригородный) вдоль всего Поморья |